# Titularbistum Arba
Arba ist ein Titularbistum der römisch-katholischen Kirche. 
Es geht zurück auf ein früheres Bistum in der römischen Provinz Dalmatia bzw. Dalmatia Inferior in der Stadt Rab, das der Kirchenprovinz Salona zugeordnet war.
| Titularbischöfe von Arba |                            |                                                                                                   |                    |                  |
| Nr.                      | Name                       | Amt                                                                                               | von                | bis              |
| 1                        | Paul Leonard Hagarty OSB   | Apostolischer Vikar auf den Bahamas (Britisch Westindien)                                         | 25. Juni 1950      | 5. Juli 1960     |
| 2                        | Edward Ernest Swanstrom    | Weihbischof in New York (USA)                                                                     | 14. September 1960 | 10. August 1985  |
| 3                        | Patricio Maqui Lopez       | Weihbischof in Nueva Segovia (Philippinen)                                                        | 16. Oktober 1985   | 20. Februar 1991 |
| 4                        | Jan Paweł Lenga MIC        | Apostolischer Administrator von Kasachstan (Kasachische Sozialistische Sowjetrepublik/Kasachstan) | 13. April 1991     | 7. Juli 1999     |
| 5                        | Cyryl Klimowicz            | Weihbischof in Erzbistum Minsk-Mahiljou (Belarus)                                                 | 13. Oktober 1999   | 17. April 2003   |
| 6                        | Zacharias Cenita Jimenez   | Weihbischof in Butuan (Philippinen)                                                               | 11. Juni 2003      | 19. April 2018   |
| 7                        | Júlio César Souza de Jesus | Weihbischof in Fortaleza (Brasilien)                                                              | 11. Juli 2018      | 7. Juni 2024     |
| 8                        | Luis Alfonso Tut Tún       | Weihbischof in Antequera (Mexiko)                                                                 | 21. Juni 2024      |                  |